# Ronald de la Fuente
Ronald Vladimir de la Fuente Arias (Talcahuano, Chile, 25 de enero de 1991) es un futbolista profesional chileno que se desempeña como lateral izquierdo en Curicó Unido de la Primera B de Chile.

## Trayectoria
Debutó en Primera División vistiendo los colores de Huachipato el 3 de octubre de 2011, siendo titular y disputando los 90 minutos en la igualdad 1 a 1 entre Audax Italiano y el conjunto acerero en el Estadio Bicentenario Municipal de La Florida.
A nivel internacional, hizo su estreno el 10 de agosto de 2016 en la victoria 2 a 0 de Universidad de Concepción en condición de local ante Club Bolívar por la primera fase de la Copa Sudamericana 2016.
Tras excelentes campañas en Universidad de Concepción, donde se convirtió en el jugador más regular del fútbol chileno y fue galardonado como el mejor lateral izquierdo de Primera División en La Gala El Gráfico-ANFP 2018, en enero de 2019 fue oficializado como flamante contratación de Colo-Colo para reforzar al conjunto albo de cara al Campeonato Nacional y la Copa Sudamericana.
El 22 de febrero, y luego de ser titular en el triunfo albo por 1 a 0 ante su ex club, Universidad de Concepción, se convirtió en el futbolista con más duelos consecutivos disputados en la Primera División de Chile.

## Estadísticas
Actualizado al último partido disputado el 25 de mayo de 2024.
| Club                        | Div.             | Temporada        | Liga  | Liga  | Copas nacionales | Copas nacionales | Torneos internacionales | Torneos internacionales | Total | Total |
| Club                        | Div.             | Temporada        | Part. | Goles | Part.            | Goles            | Part.                   | Goles                   | Part. | Goles |
| --------------------------- | ---------------- | ---------------- | ----- | ----- | ---------------- | ---------------- | ----------------------- | ----------------------- | ----- | ----- |
| Huachipato · Chile          | 1.ª              | 2011             | 2     | 0     | —                | —                | —                       | —                       | 2     | 0     |
| Huachipato · Chile          | 1.ª              | 2012             | 6     | 0     | 3                | 0                | —                       | —                       | 9     | 0     |
| San Marcos de Arica · Chile | 1.ª              | 2013             | 3     | 0     | —                | —                | —                       | —                       | 3     | 0     |
| San Marcos de Arica · Chile | Total club       | Total club       | 3     | 0     | 0                | 0                | 0                       | 0                       | 3     | 0     |
| Huachipato · Chile          | 1.ª              | 2013-14          | —     | —     | 3                | 0                | —                       | —                       | 3     | 0     |
| Huachipato · Chile          | Total club       | Total club       | 8     | 0     | 6                | 0                | 0                       | 0                       | 14    | 0     |
| Iberia · Chile              | 3.ª              | 2013-14          | 18    | 2     | —                | —                | —                       | —                       | 18    | 2     |
| Iberia · Chile              | 2.ª              | 2014-15          | 23    | 0     | —                | —                | —                       | —                       | 23    | 0     |
| Iberia · Chile              | Total club       | Total club       | 41    | 2     | 0                | 0                | 0                       | 0                       | 41    | 2     |
| Univ. de Concepción · Chile | 1.ª              | 2015-16          | 13    | 1     | 10               | 0                | —                       | —                       | 23    | 1     |
| Univ. de Concepción · Chile | 1.ª              | 2016-17          | 26    | 0     | —                | —                | 2                       | 0                       | 28    | 0     |
| Univ. de Concepción · Chile | 1.ª              | 2017             | 17    | 2     | 2                | 0                | —                       | —                       | 19    | 2     |
| Univ. de Concepción · Chile | 1.ª              | 2018             | 30    | 0     | 2                | 0                | 2                       | 0                       | 34    | 0     |
| Univ. de Concepción · Chile | Total club       | Total club       | 86    | 3     | 14               | 0                | 4                       | 0                       | 104   | 3     |
| Colo-Colo · Chile           | 1.ª              | 2019             | 8     | 0     | 7                | 0                | —                       | —                       | 15    | 0     |
| Colo-Colo · Chile           | 1.ª              | 2020             | 17    | 0     | —                | —                | 4                       | 0                       | 21    | 0     |
| Colo-Colo · Chile           | Total club       | Total club       | 25    | 0     | 7                | 0                | 4                       | 0                       | 36    | 0     |
| Curicó Unido · Chile        | 1.ª              | 2021             | 31    | 0     | —                | —                | —                       | —                       | 31    | 0     |
| Curicó Unido · Chile        | 1.ª              | 2022             | 27    | 0     | 3                | 0                | —                       | —                       | 30    | 0     |
| Curicó Unido · Chile        | 1.ª              | 2023             | 19    | 0     | 1                | 0                | 2                       | 0                       | 22    | 0     |
| Curicó Unido · Chile        | Total club       | Total club       | 77    | 0     | 4                | 0                | 2                       | 0                       | 83    | 0     |
| Deportes Iquique · Chile    | 1.ª              | 2024             | 6     | 0     | 0                | 0                | —                       | —                       | 6     | 0     |
| Deportes Iquique · Chile    | Total club       | Total club       | 6     | 0     | 0                | 0                | 0                       | 0                       | 6     | 0     |
| Total en carrera            | Total en carrera | Total en carrera | 246   | 5     | 31               | 0                | 10                      | 0                       | 287   | 5     |
| 1. 2. 3.                    |                  |                  |       |       |                  |                  |                         |                         |       |       |

## Palmarés

### Títulos nacionales
| Título           | Club                | País  | Año     |
| ---------------- | ------------------- | ----- | ------- |
| Primera División | Huachipato          | Chile | 2012-C  |
| Primera B        | San Marcos de Arica | Chile | 2013    |
| Segunda División | Iberia              | Chile | 2013-14 |
| Copa Chile       | Colo-Colo           | Chile | 2019    |

### Distinciones individuales
| Distinción                             | Año  |
| -------------------------------------- | ---- |
| Mejor lateral izquierdo Fútbol Chileno | 2018 |